# 盖墨林数据库
盖墨林数据库是一个收录无机化学和金属有机化学化合物和反应的化学数据库。它的前身是德国化学家利奥波德·盖墨林（Leopold Gmelin）于1817年编撰的《盖墨林无机化学手册》（Gmelins Handbuch der anorganischen Chemie），盖墨林去世后，该手册由盖墨林学会负责更新维护。盖墨林数据库由愛思唯爾的Elsevier MDL进行维护，每季度更新。目前数据库中记录了超过150万的化合物和超过130万的反应，涵盖1772年至1995年间发现的所有无机和金属有机化合物及反应。
盖墨林数据库是拜耳斯坦数据库的姐妹数据库，后者收录有机化合物及反应。这两个数据库可以通过爱思唯尔的Reaxys系统进行查询。